# Boslandschap met ruiter
Boslandschap met ruiter is een schilderij door de Noord-Nederlandse schilder Pieter van Asch.

## Voorstelling
Het stelt een bosachtig landschap voor met rechts van het midden een zandweg. Op deze zandweg rijdt een man te paard, terwijl meer naar voren twee wandelaars uitrusten. Op de achtergrond zijn landerijen afgebeeld. De schilder Pieter van Asch was gespecialiseerd in dit soort pastorale landschappen. Op het enige zelfportret dat van deze schilder bekend is, prijst hij een van deze landschappen dan ook nadrukkelijk aan.

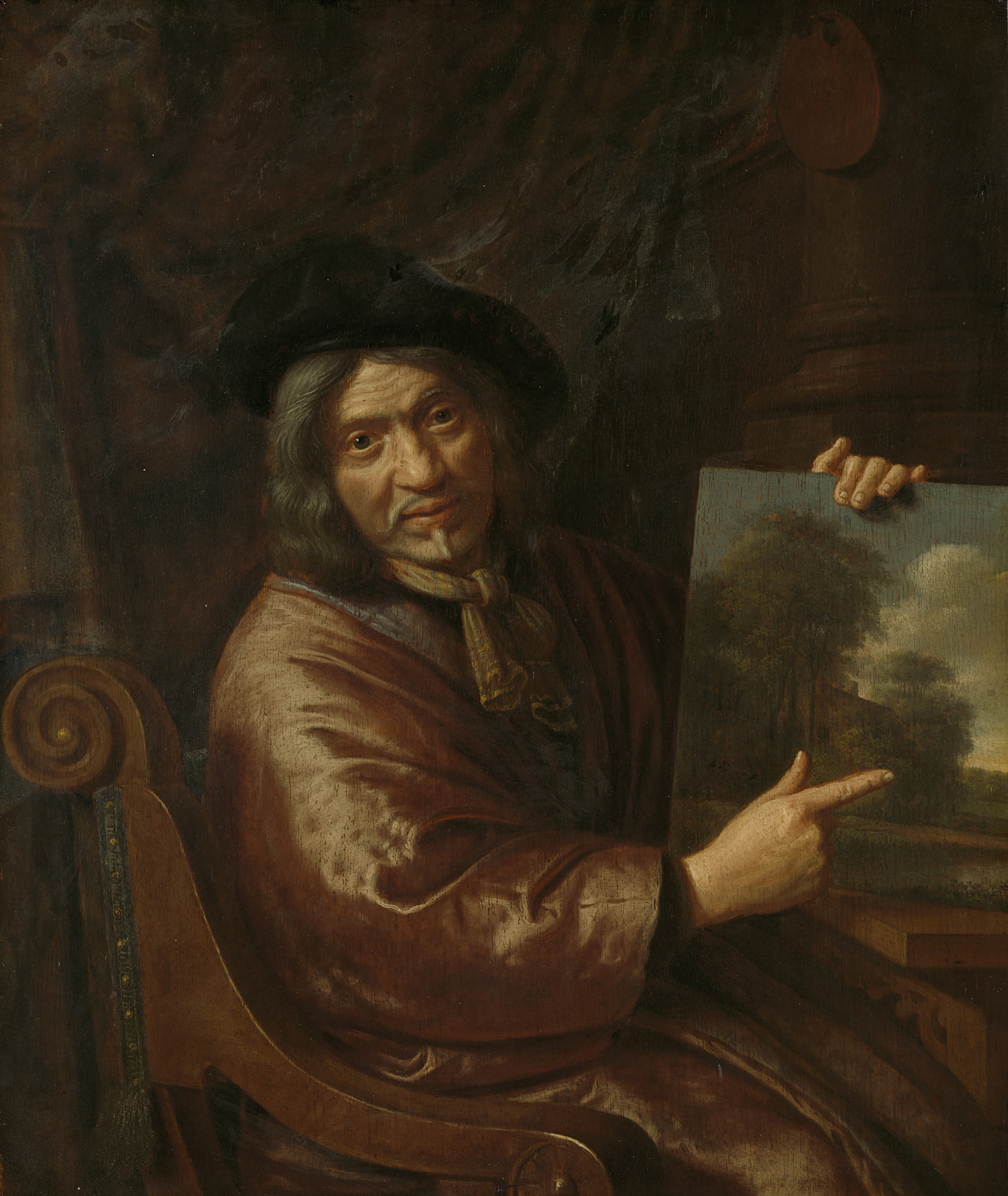
Pieter van Asch. Zelfportret. 1640-1678. Amsterdam, Rijksmuseum Amsterdam.

## Toeschrijving en datering
Het schilderij is linksonder gesigneerd ‘A v Asch’.

## Herkomst
Het werk bevond zich vroeger in de verzameling van Paulina Petronella Johanna Odilia van Bijlevelt. Zij overleed in 1947 in Huize Alenvelt in Vleuten. Met haar stierf de oudste tak uit van afstammelingen van Willem Dircksz. van Bijlevelt, een Rooms-Katholiek brouwer, die leefde in Vleuten in de 17e eeuw. Na haar dood liet ze een aantal schilderijen, waaronder Boslandschap met ruiter, per legaat na aan het Centraal Museum in Utrecht. In 2006 besloot het Centraal Museum het werk, samen met 1400 andere stukken uit de collectie, af te stoten. Eerst werd het van 4 februari tot en met 8 maart 2006 tentoongesteld om andere musea de gelegenheid te geven de werken voor hun collectie te verwerven. Dit gebeurde met circa 700 stukken. Het schilderij van Pieter van Asch hoorde daar echter niet bij. Vervolgens werd het werk samen met de circa 700 overgebleven werken op 12 maart 2006 in de 'stallen' van het Centraal Museum geveild door veilinghuis Sotheby's. De huidige verblijfplaats van het werk is onbekend.